# Cary Adgate
Cary Glen Adgate (* 21. August 1953 in Lansing, Michigan) ist ein ehemaliger US-amerikanischer alpiner Skirennläufer.
Adgate trat zwischen 1974 und 1980 im alpinen Skiweltcup an. Dabei gelangen ihm zahlreiche Ergebnisse unter den Top Ten, allerdings gelang ihm nie eine Podiumsplatzierung. Sein bestes Resultat war Rang vier bei einem Riesenslalom in Voss. Bei den alpinen Skiweltmeisterschaften 1974 in St. Moritz belegte er im Riesenslalom den 14. Platz. Vier Jahre später, bei den Weltmeisterschaften 1978 in Garmisch-Partenkirchen, verbesserte er sich auf Rang neun. Des Weiteren trat Adgate bei den Olympischen Winterspielen 1976 in Innsbruck im Slalom an und belegte dabei den 13. Platz. In seiner Karriere wurde er sechs Mal nationaler Meister.
Nach seinem Ausstieg aus dem Weltcup-Zirkus fuhr Adgate diverse Profirennen, gewann dabei 25 Wettbewerbe und wurde 1984 US Professional Ski Racer des Jahres. 1989 trat er von den Profirennen zurück.
Adgate wurde zum Botschafter des Skigebiets Boyne Resort in Michigan ernannt, wo er das Skifahren erlernt hatte. Außerdem wurde er 2008 in die Hall of Fame des US-amerikanischen Skisports aufgenommen.